# Opéra-Comique

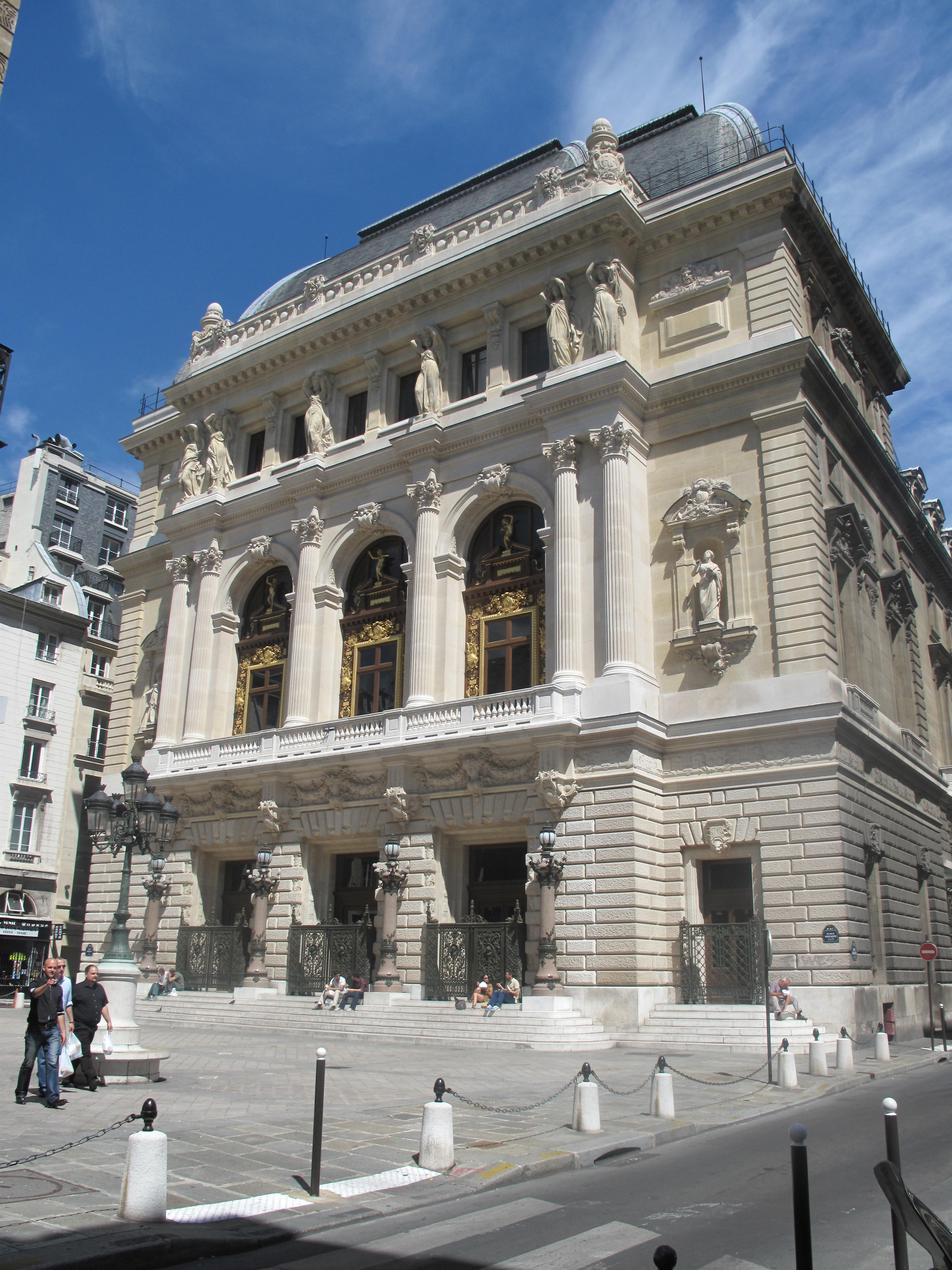
Opéra-Comique w 2010

Teatr narodowy Opéra-Comique (fr. le théâtre national de l'Opéra-Comique), zwany również salle Favart  – sala teatralna w 2. dzielnicy Paryża, usytuowana przy placu Boieldieu.

## Historia

### Początki
Opéra-Comique została utworzona za panowania Ludwika XIV, w 1714 roku, przez  Catherine Baron i Gautiera de Saint-Edme. Jej początki wywodzą się od zespołów jarmarcznych dających przedstawienia na dorocznych jarmarkach paryskich. Jedna z trup występujących na jarmarku Saint-Germain przyjęła nazwę Opéra-Comique.
Jej repertuar składał się z pantomim i parodii oper i szybko spotkał się z przeciwdziałaniem ze strony Komedii Francuskiej, zaniepokojonej jakością i konkurencyjnością repertuaru tego zespołu. Dekret z 1714 roku przyznał zespołowi Opéra-Comique własny teatr polegający naː wprowadzeniu mówionych dialogów do dzieł śpiewanych.
Początki teatru były trudne. Okresy działalności przeplatały się z okresami zamknięcia w latach 1719–1720 i ponownie 1722–1723. W 1743 roku dyrekcję teatru objął Jean Monnet i zaprosił do współpracy autora Charles-Simona Favarta. Sukces zespołu spowodował nowe intrygi i ponowne zamknięcie teatru w latach 1745–1751.
W styczniu 1761 roku Opéra-Comique została połączona z Comédie-Italienne i 3 lutego 1762 roku otrzymała scenę w hotelu de Bourgogne. W 1779 roku Comédie-Italienne została przemianowana na Théâtre-Italien. Rok później zespół przyjął oficjalną nazwę Opéra-Comique.

### Pierwsza sala Favart (1783–1838)
Sala Favart została wzniesiona przez architekta Jean-François Heurtiera i otwarta 28 kwietnia 1783 roku w obecności królowej Marii Antoniny. Wybudowana na terenie należącym do księcia de Choiseul (na miejscu, na którym znajduje się obecnie teatr narodowy Opéra-Comique) dysponowała 1255 miejscami.
Podczas rewolucji Opéra-Comique kontynuowała swą działalność, rywalizując z teatrem Feydeau. W 1801 roku obydwa zespoły połączyły się, tworząc 16 września Théâtre national de l'Opéra-Comique, który zajął salę Feydeau.
W 1802 roku Napoleon Bonaparte zdecydował umieścić w budynku zespół Opéra-Buffa (bardziej znany jako Italiens), który panna Montansier utworzyła rok wcześniej w teatrze Olympique. Zespół opuścił budynek przy okazji prac konserwatorskich i połączył się z trupą teatru Luvois, który pod dyrekcją Louis-Benoît Picarda stał się théâtre de l'Impératrice.
W 1870 roku Opéra-Comique została wpisana na listę czterech głównych teatrów Paryża. Wydany wówczas dekret ustalił rodzaj granych tam przedstawieńː komedie lub dramaty połączone z kupletami i ariami i partiami mieszanymi. Sala została sprzedana niejakiemu Delamarre’owi. W 1815 roku wrócili do niej Italiens pod dyrekcją śpiewaczki Angeliki Catalani. Po nich zajął budynek w 1818 roku zespół Odéonu, a w 1820 Opery. W 1825 roku Karol X odkupił budynek dla zespołu théâtre-Italien.
Zespół Opéra-Comique występujący dotąd w teatrze Feydeau, z uwagi na zły stan budynku, przeniósł się w 1829 roku do specjalnie dla niego wzniesionej sali Ventadour. W roku 1832 opuścił ją jednak z powodu zbyt wysokiego czynszu i ulokował się w théâtre des Nouveautés.
W nocy z 14 na 15 stycznia 1838 roku, po przedstawieniu Don Giovanniego Mozarta, salę Favart strawił pożar.

### Druga sala Favart (1840–1887)

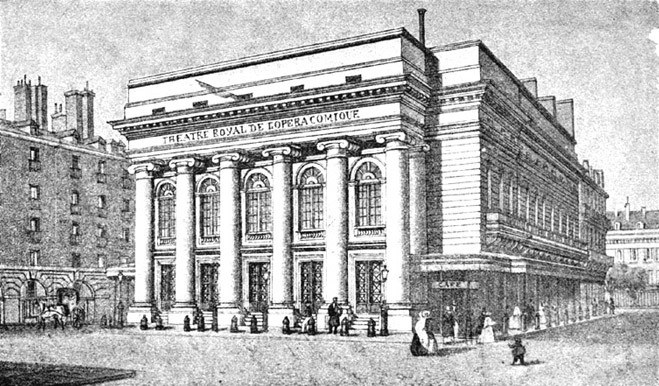
Druga sala Favart w 1840 roku

Nowa sala na 1255 miejsc została wzniesiona w 1840 roku. Jej inaugurację stanowiło przedstawienie Pré-aux-clercs Ferdinanda Hérolda. Po ośmiu latach występów w théâtre des Nouveautés zespół Opéra-Comique odzyskał swą scenę.
Połowa XIX wieku stała się epoką wielkich sukcesów Opéra-Comique, szczególnie dzięki wybitnym kompozytorom, takim jakːAdolphe Adam, Daniel-François-Esprit Auber, Georges Bizet, Félicien David, Jules Massenet i Nicolas-Charles Bochsa.
17 listopada 1866, Opéra-Comique, kierowana przez Adolphe’a de Leuven, wystawiła operę Ambroise’a Thomasa Mignon, do libretta Michela Carré i Jules'a Barbiera, zainspirowaną przez Wilhelma Meistra Goethego, która odniosła znaczący sukces. 25 maja 1887 roku podczas pierwszego aktu tej opery, około godziny 21, wskutek awarii oświetlenia gazowego, umieszczonego pod sceną wybuchła pożar, który kosztował życie 84 osoby.

### Trzecia sala Favart
Kolejna rekonstrukcja, dokonana przez Louisa Berniera, nie była tak wierna jak poprzednia. Architekt umieścił w niszach pierwszej kondygnacji rzeźby Muzyki (wykonaną przez Denysa Puecha) i Poezji (wykonaną przez Ernesta Guilberta), a gzyms drugiego piętra podparł sześcioma kariatydami. 7 grudnia 1898 roku, po jedenastu latach odbudowy sal została otwarta w obecności prezydenta Francji Félixa Faure’a.
W latach trzydziestych XX wieku kłopoty finansowe teatru doprowadziły do interwencji państwa. Dekretem z 13 sierpnia 1936 Opéra-Comique została połączona z théâtre national de l’Opéra, dla stworzenia Réunion des théâtres lyriques nationaux (RTLN) pod zarządem Jacques’a Rouché. 14 stycznia 1939 nowa struktura stała się dobrem publicznym i została umieszczona pod egidą ministra edukacji narodowej.
Po zamknięciu w 1971 roku Opéra-Comique podjęła swą działalność 30 listopada 1972, aby stać się w latach 1974–1978 miejscem kształcenia młodych śpiewaków pod nazwą Opéra-Studio. La Réunion des théâtres lyriques nationaux została oficjalnie rozwiązana 7 lutego 1978, a Opéra-Comique włączono w nową strukturę: le Théâtre national de l'Opéra. Scena Favart stała się od tego czasu drugą salą teatralną Opery Francuskiej.